# Marianna Alexandre
Marianna Vianna Alexandre (Rio de Janeiro, 6 de março de 2001) é uma atriz, dubladora, cantora e compositora brasileira. Conhecida por dublar a personagem-título da série Wandinha, interpretada pela atriz estadunidense Jenna Ortega.
Em 2021, venceu o Prêmio Contigo! Online na categoria de Revelação da TV com seu papel de Amarilis na novela Gênesis.

## Biografia

### Início de vida
Aos 6 anos, começou na música participando de coral, tocando piano e fazendo musicalização infantil. Em 2013, quando Marianna estava na Escola de Música de Brasília, foi convidada por uma produtora para fazer um teste para um filme. Após ter participado da oficina de elenco, gravou o longa-metragem O Outro Lado do Paraíso. Ela só chegou a ter contato com o teatro aos 12. Atuou em peças como Se Meu Apartamento Falasse e A Noviça Rebelde.

### Carreira
Como dubladora, seus primeiros trabalhos foram lançados em agosto de 2016, dando voz à Margaret Hodgson (Lauren Esposito) no filme Invocação do Mal 2 e Amelia Silva Pato (Devore Ledridge) na série Bizaardvark.[carece de fontes?]
Lançou-se como cantora com o single de estreia "Cor de Mel" em outubro de 2020. No mês seguinte, começou a usar a rede social TikTok. Conheceu o estilo de vídeo POV (acrônimo de point of view, que é ponto de vista em inglês), na qual é apresentado histórias curtas cujo foco é a atuação. Seu primeiro vídeo do gênero atingiu a marca de 15 mil visualizações. Por conta do sucesso que lhe rendeu, fez inúmeros vídeos assim. Em apenas dois anos, já somava mais de 2 milhões de seguidores na plataforma.
Em maio de 2022, foi disponibilizado seu segundo single, intitulado "Timbre Imperfeito". Seu próximo lançamento musical, "Game Over", veio à tona em agosto. No mesmo mês, fez sua estreia na televisão com a novela Gênesis, da Record, dando vida à Amarilis, a princesa do Egito, irmã do Faraó, e interpretou Celly Campello no filme Um Broto Legal que fala sobre a vida da artista. Em novembro, lançou a música "Simplesmente Eu". No mês seguinte, dublou a personagem Wandinha Addams (Jenna Ortega) na série Wandinha da Netflix.
Voltou a Record interpretando a egípcia Merit na novela Reis em 2023. Em junho, interpretou Milla no filme Mallandro, o Errado Que Deu Certo.

## Filmografia

### Televisão
| Ano  | Título  | Personagem | Ref.   |
| ---- | ------- | ---------- | ------ |
| 2021 | Gênesis | Amarilis   | [ 12 ] |
| 2023 | Reis    | Merit      | [ 20 ] |

### Filmes
| Ano  | Título                            | Personagem       | Ref.   |
| ---- | --------------------------------- | ---------------- | ------ |
| 2014 | O Outro Lado do Paraíso           | Não-identificado | [ 5 ]  |
| 2022 | Um Broto Legal                    | Celly Campello   | [ 17 ] |
| 2024 | Mallandro, o Errado Que Deu Certo | Mila             | [ 23 ] |

## Dublagem

### Filmes
| Ano  | Título                                                  | Personagem       | Atriz            | Ref.   |
| ---- | ------------------------------------------------------- | ---------------- | ---------------- | ------ |
| 2016 | Invocação do Mal 2                                      | Margaret Hodgson | Lauren Esposito  | [ 5 ]  |
| 2017 | Homem-Aranha: De Volta ao Lar                           | Cindy            | Tiffany Espensen | [ 24 ] |
| 2021 | A Vida Depois                                           | Vada             | Jenna Ortega     | [ 25 ] |
| 2024 | Os Fantasmas Ainda Se Divertem: Beetlejuice Beetlejuice | Astrid Deetz     | Jenna Ortega     | [ 26 ] |

### Séries
| Ano           | Título                      | Personagem        | Atriz           | Ref.                |
| ------------- | --------------------------- | ----------------- | --------------- | ------------------- |
| 2016–2019     | Bizaardvark                 | Amelia Silva Pato | DeVore Ledridge | [carece de fontes?] |
| 2019–2021     | Gabby Duran: Babá de Aliens | Gabby Duran       | Kylie Cantrall  | [ 5 ]               |
| 2022          | Fate: A Saga Winx           | Flora             | Paulina Chávez  | [carece de fontes?] |
| 2022–presente | Wandinha                    | Wandinha Addams   | Jenna Ortega    | [ 1 ]               |
| 2024          | Quando o Telefone Toca      | Hong Hee-joo      | Chae Soo-bin    | [carece de fontes?] |

### Animações
| Ano  | Título           | Personagem | Ref.  |
| ---- | ---------------- | ---------- | ----- |
| 2019 | A Guarda do Leão | Rani       | [ 5 ] |

## Discografia

### Singles

#### Como artista principal
| Ano  | Single              | Álbum                        |
| ---- | ------------------- | ---------------------------- |
| 2020 | "Cor de Mel"        | Não associado a nenhum álbum |
| 2022 | "Timbre Imperfeito" | Não associado a nenhum álbum |
| 2022 | "Game Over"         | Não associado a nenhum álbum |
| 2022 | "Simplesmente Eu"   | Não associado a nenhum álbum |

## Prêmios e indicações
| Ano  | Prêmio                 | Categoria       | Recipiente          | Resultado | Ref.  |
| ---- | ---------------------- | --------------- | ------------------- | --------- | ----- |
| 2021 | Prêmio Contigo! Online | Revelação da TV | Amarilis em Gênesis | Venceu    | [ 4 ] |